# 锣鼓塔街道
锣鼓塔街道是中华人民共和国湖南省张家界市武陵源区下辖的一个街道办事处。

## 行政区划
锣鼓塔街道下辖以下村级行政区划单位：
张家界社区、袁家居社区和锣鼓塔社区。